# Octobaixo

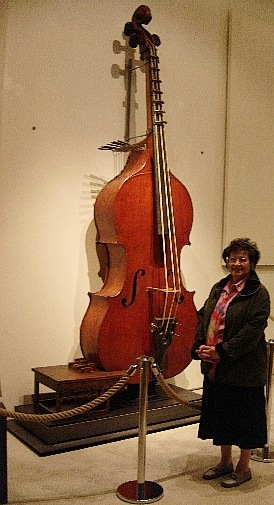

O octobaixo é um instrumento de cordas extremamente grande construído em 1850 em Paris pelo luthier francês Jean Baptiste Vuillaume (1798-1875). Ele possui três cordas e é basicamente uma versão maior do contrabaixo (o modelo na coleção do Musée de la Musique em Paris mede 3,48 metros de comprimento, enquanto que um contrabaixo de tamanho normal mede aproximadamente 2 metros de comprimento). Por causa do grande tamanho de seu braço e da espessura de suas cordas, as cordas são tocadas pelo uso de alavancas e pedais. O instrumento era, de fato, tão grande que eram necessários dois músicos para tocar, e por estas razões nunca foi produzido em grande escala ou muito usado por compositores (apesar de que Hector Berlioz era a favor do instrumento e propôs sua adoção generalizada). Além do instrumento em Paris, outro Octobaixo está no Musical Instrument Museum em Phoenix, Arizona.
Berlioz escreve em seu Orchestration Treatise que sua corda mais grave seja afinada em C1 (32.7 Hz), uma oitava abaixo do C mais baixo do cello (C2, 65.41 Hz). Esta nota é a mesma que a nota mais grave de um contrabaixo com extensão em C. A corda do meio é afinada em G1, uma quinta abaixo da corda mais grave. A corda mais aguda é afinada em C2, uma oitava acima da corda mais grave do instrumento. Berlioz cita o G2, uma quinta acima da corda mais acima, como a nota mais aguda possível de tocar no instrumento, dando um compasso de uma oitava e uma quinta. No entanto, Berlioz pode ter se confundindo pois os instrumentos modernos e que sobreviveram são afinados em C, G, C, com a corda baixa C sendo de 16.25 Hz (C0, uma oitava acima do C mais grave no piano). A técnica moderna de tocar o Octobaixo inclui o pizzicato até o A, além de notas mais agudas possíveis com uma técnica estendida. Músicas recentes incluem o Genesis e Four Poems pelo compositor americano Adam Gilberti.
Um instrumento parecido, mas recente, o viol contrabaixo triplo, apareceu numa gravação feita pelo compositor americano Roscoe Mitchell.

### Vídeo
- Reportagem sobre o Octobaixo Arizona Republic